# Eurygaster
Eurygaster is een geslacht van wantsen uit de familie Scutelleridae, pantserwantsen, juweelwantsen. Het geslacht werd voor het eerst wetenschappelijk beschreven door Laporte in 1833.

## Soorten
Het genus bevat de volgende soorten:

- Eurygaster alternata (Say, 1828)
- Eurygaster amerinda Bliven, 1956
- Eurygaster austriaca (Schrank, 1776)
- Eurygaster chinai Lodos, 1963
- Eurygaster dilaticollis Dohrn, 1860
- Eurygaster fokkeri Puton, 1893
- Eurygaster granulosus Förster, 1891
- Eurygaster hottentotta (Fabricius, 1775)
- Eurygaster integriceps Puton, 1881
- Eurygaster laeviuscula Jakovlev, 1886
- Eurygaster maura (Linnaeus, 1758)
- Eurygaster minidoka Bliven, 1956
- Eurygaster paderewskii Bliven, 1962
- Eurygaster schreiberi Montandon, 1885
- Eurygaster shoshone Kirkaldy, 1909
- Eurygaster testudinaria (Geoffroy, 1785)